# كولن بيلي (لاعب كرة قدم)
كولن بيلي (بالإنجليزية: Colin Bailie)‏ هو لاعب كرة قدم بريطاني في مركز ظهير ‏، ولد في 31 مارس 1964 في بلفاست في المملكة المتحدة. لعب مع سويندون تاون وكامبريدج يونايتد ونادي ريدنغ.